# El Torno
El Torno – gmina w Hiszpanii, w prowincji Cáceres, w Estramadurze, o powierzchni 22,26 km². W 2011 roku gmina liczyła 953 mieszkańców.